# Chyrzyno
Chyrzyno (prononciation : [xɨˈʐɨnɔ]) est une localité polonaise de la gmina de Górzyca dans le powiat de Słubice de la voïvodie de Lubusz dans l'ouest de la Pologne.
Elle se situe à environ 9 kilomètres au nord de Górzyca (siège de la gmina), 25 kilomètres au nord de Słubice (siège du powiat) et 45 kilomètres au sud-ouest de Gorzów Wielkopolski (capitale de la voïvodie).
La localité comptait approximativement une population de 3 habitants en 2007 .

## Histoire
Au cours du deuxième partage de la Pologne en 1793, le territoire de la localité est annexé par le Royaume de Prusse sous le nom de Kietzerbusch. (voir Évolution territoriale de la Pologne)
Après la Seconde Guerre mondiale, avec la mise en œuvre de la ligne Oder-Neisse, la localité retourne à la République populaire de Pologne. La population d'origine allemande est expulsée et remplacée par des polonais.
De 1975 à 1998, la localité appartenait administrativement à la voïvodie de Gorzów.

Depuis 1999, elle appartient administrativement à la voïvodie de Lubusz